# Larnat
Larnat település Franciaországban, Ariège megyében. Lakosainak száma 19 fő (2022. január 1.). Larnat Bouan, Miglos, Niaux és Ornolac-Ussat-les-Bains községekkel határos.

## Népesség
A település népességének változása:
| Lakosok száma | 45   | 25   | 15   | 19   | 20   | 21   | 21   | 20   | 20   | 19   |
|               | 1968 | 1982 | 1990 | 2006 | 2013 | 2015 | 2017 | 2019 | 2020 | 2022 |